# Winnecke 4
Winnecke 4 (também chamado de Messier 40) é uma estrela dupla na direção da constelação de Ursa Major. Ela foi descoberta por Charles Messier em 1764 à procura de uma nebulosa nesta área, como foi relatado por Johann Hevelius. Não confirmado a existência da nebulosa, em vez disso, Messier catalogou esta como uma estrela dupla. Ela foi subseqüntemente redescoberta por Friedrich August Theodor Winnecke, em 1863.
Em 1991 a separação entre os componentes foi mensurado em 51″.7, aumentando desde o tempo de Messier. O consenso geral está se levantando dúvidas se são mesmo estrelas muito próximas ou se são estrelas em uma mesma linha de visão mas à distâncias diferentes.

## Descoberta e visualização
É um dos três objetos Messier que não são aglomerados estelares, nebulosas ou galáxias, mas sim uma estrela dupla catalogada mais tarde como "Winnecke 4".
A estrela dupla foi encontrada pelo astrônomo francês Charles Messier enquanto procurava por uma nebulosa, relatada erroneamente por Johann Hevelius no século XVII. De acordo com suas notas no catálogo, Messier não foi capaz de encontrar nenhuma nebulosidade na região indicada, embora tenha inclui-o em seu catálogo.
Ao comparar as observações registradas por Messier, John Mallas notou a presnça da estrela dupla, catalogada posteriormente como "Winnecke 4" na posição indicada, em 1966. A estrela dupla também já tinha sido observada em 1863 por Friedrich August Theodor Winnecke no observatório de Pulkovo.

## Características

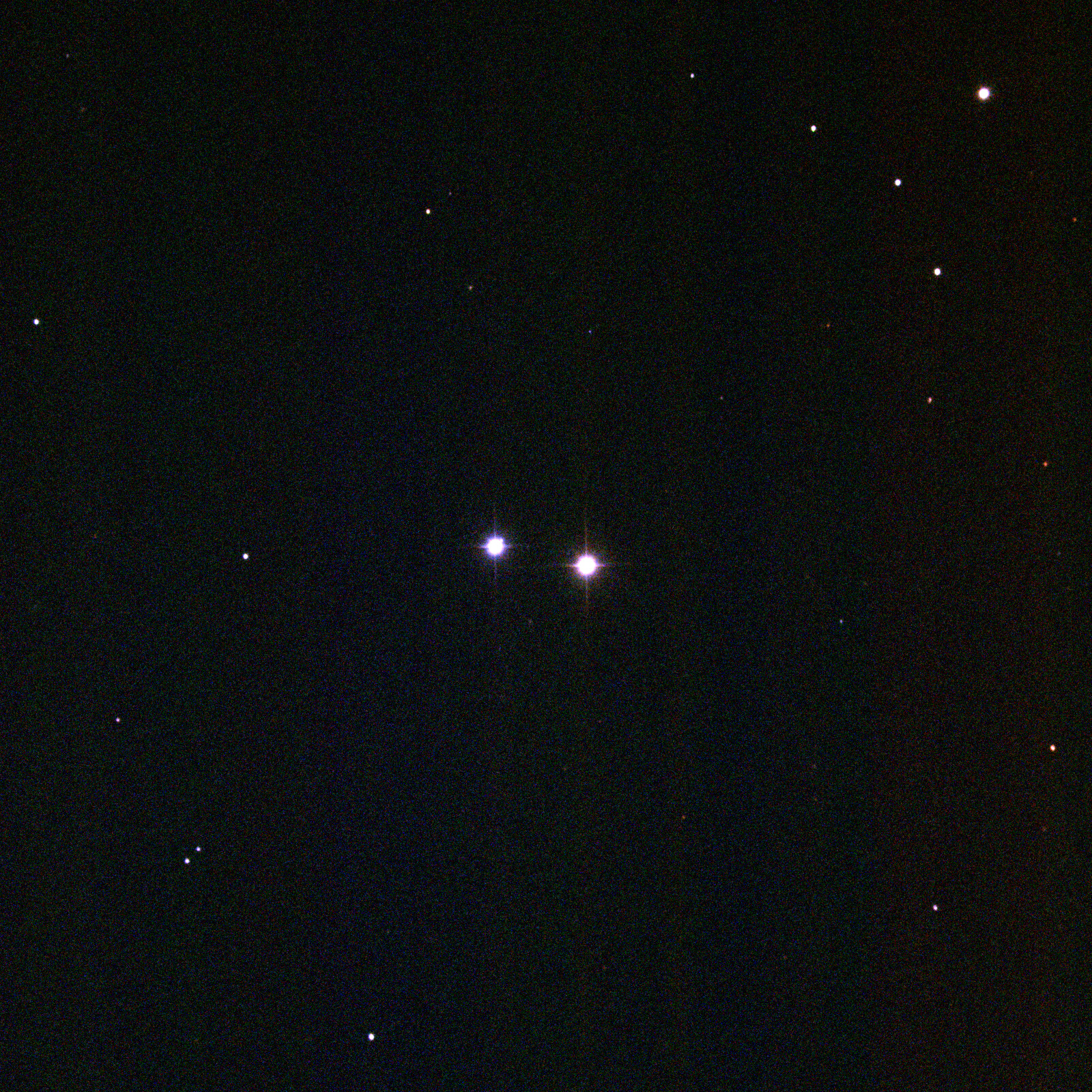
Winnecke 4

As duas estrelas têm magnitudes aparentes 9,0 e 9,3 e sua separação aparente na esfera celeste é de cerca de 52,8 segundos de arco, segundo dados do satélite Hipparcos. A estrela primária, chamada HD 238107, pertence à classe espectral G0, enquanto a segunda estrela, HD 238108, pertence à classe F8.
As suas estrelas ainda estão na sequência principal e a estrela primária tem equivalentemente quatro vezes luminosidade solar, correspondendo a uma magnitude absoluta 3, segundo dados do satélite Hipparcos. A estrela está a uma distância estimada em relação à Terra de 510 anos-luz, considerando sua paralaxe de 0,0064 segundos de grau.
Segundo Richard Nugent, a estrela dupla é apenas um asterismo, ou seja, não estão fisicamente próximas e ligadas, como em estrelas binárias, apenas suas posições na esfera celeste são quase idênticas. Segundo Brian A. Skiff, a estrela secundária está a uma distância muito mais próxima do que a estrela mais brilhante.